# 法國第2裝甲師
法國第2裝甲師（法語：2e Division Blindée, 2e DB），是自由法國在1944年西線戰役的裝甲師部隊，由菲利普·勒克萊爾將軍指揮。
第2裝甲師前身是1943年8月成立的第2輕裝師，該師的組成人員除了原本來自第2輕裝師的人，他們從法國本土逃到北非，還有摩洛哥人和阿爾及利亞人 以及西班牙共和黨人。1944年4月第2裝甲師組建，並運送到英國各個港口。1944年7月29日，開往法國，8月25日率先解放巴黎，擊敗了德國裝甲師並解放了史特拉斯堡。之後還參與科爾馬包圍戰和南德戰役，1945年5月第2裝甲師攻佔貝希特斯加登和希特勒的私人別墅鷹巢。戰後第2裝甲師復員解散，1970年代再次建制，直到冷戰結束為止。1999年改制為第2裝甲旅。

## 戰績
在法萊茲包圍戰中第2裝甲師跟隨巴頓的第三軍團從南部合圍德軍，幾乎摧毀德軍第9裝甲師和其他單位的實力，8月24日第2裝甲師進軍巴黎，隔天德國守軍投降，巴黎解放。9月13日，第2裝甲師轉戰洛林，成功在栋派尔战役中以微小的代價殲滅德軍第112裝甲旅，他們的攻擊突破德軍防線並迫使他們撤出阿爾薩斯，11月23日史特拉斯堡解放，第2裝甲師獲頒美國總統單位嘉獎。

## 戰爭中的傷亡
根據國防史部的資料，第二裝甲師在1944年至1945年的歐洲戰場中，共有1,224人戰死（包含96名北非人）和5,257人受傷（包含584名北非人）。 根據另一來源，第二裝甲師共陣亡1,687人，還有3,300人受傷。
而在戰鬥中，第二裝甲師共擊斃13,000名德軍，俘虜50,000名，摧毀332輛重型和中型坦克，2,200台各式車輛以及426門火砲。